# محمد نور فطاني
محمد نور بن محمد صغير الجاوي الفطاني، (1290هـ - 1363هـ)، من مواليد مكة، تعلم بالحرم المكي، ثم رحل إلى القاهرة في طلب العلم، ثم رجع إلى مكة وعين عضواً في مجلس المعارف، ثم قاضياً بالمحكمة الكبرى في مكة، ثم عضواً برئاسة القضاء، واستمر فيها إلى أن توفي.